# برايان نيلسون (عميل مزدوج)
برايان نيلسون (بالإنجليزية: Brian Nelson)‏ هو عميل مزدوج بريطاني، ولد في 30 سبتمبر 1949 في بلفاست في المملكة المتحدة، وتوفي في 11 أبريل 2003.